# 全国中学校総合文化祭
全国中学校総合文化祭（ぜんこくちゅうがっこうそうごうぶんかさい）は、全国から各都道府県を代表する中学生が集結し、美術作品の展示や演劇・音楽の舞台発表などの芸術・文化を披露する、日本の中学校の文化の祭典。文化系のクラブで部活動している全国の中学生が日頃の成果を発表する場である。。
文化庁、全国中学校文化連盟、開催地となる都道府県と市町村及びその教育委員会が主催する。なお、わかふじ大会ではNPO法人が共同で主催している。2025年現在では23の都道県と市の各中学校文化連盟、そしてNPO法人 の全国中学校文化連盟に加盟し、同イベントにに参加している。

全国中学校体育大会（通称:全中）に対して「文化部の全中」とも呼ばれる。「全中総文祭」（ぜんちゅうそうぶんさい）と略記されるほか、「全中祭」（ぜんちゅうさい）、｢総文｣ （そうぶん）、「総文祭」（そうぶんさい）とも略される。
全国高等学校総合文化祭とは違い、参加をしていない府県があるのも特徴である。
初回（2001年度〈平成13年度〉）から第3回までの名称は、「全国中学校文化連盟・総合文化発表会」。

## 部門
展示部門
- 絵画
- 新聞
- 書道
- 技術・家庭科
- 理科
- 総合的な学習の時間

舞台発表部門
- 演劇
- 映像
- 吹奏楽
- 管弦楽
- 弦楽
- 合唱
- 太鼓
- 箏曲
- 伝統芸能

演劇部門は全国高等学校演劇大会とは違い、審査と講評がないのが特徴である。
ホールの都合上、会場が独立している事が多く、
岡山県、北海道、沖縄県、長崎県、福岡県、東京都、関東大会などから選ばれた10校が参加する。
（2024年度時点）

## 歴代開催地一覧
- 第24回（2024年）:山口大会[1]下関市
- 第25回（2025年）:わかふじ大会（静岡県）[3]
- 第26回（2026年）:東京大会（予定）[2]

外部リンクの所にまとめたものあり。